# Women's PGA Championship
Het LPGA Championship is een jaarlijks golftoernooi voor de dames en tevens een major, dat deel uitmaakt van de LPGA Tour. Het toernooi werd opgericht in 1955 en wordt jaarlijks gehouden in de Verenigde Staten. Het toernooi staat ook op de kalender van de Ladies European Tour, maar die erkent dit toernooi niet als een "major".
Het LPGA Championship is na het US Women's Open, opgericht in 1946, het oudste actieve toernooi van de LPGA Tour. Sinds de oprichting vindt het toernooi jaarlijks plaats op verschillende golfbanen in de Verenigde Staten.
De andere vier majors zijn het Chevron Championship, het US Women's Open, het Women's Open en The Evian Championship.

## Toernooinamen en golfbanen

### Toernooinamen
| Jaren      | Toernooinaam                                        |
| ---------- | --------------------------------------------------- |
| 1955–1970  | LPGA Championship                                   |
| 1971–1972  | Eve-LPGA Championship                               |
| 1973–1986  | LPGA Championship                                   |
| 1987–1993  | Mazda LPGA Championship                             |
| 1994–2000  | McDonald's LPGA Championship                        |
| 2001–2003  | McDonald's LPGA Championship presented by AIG       |
| 2004–2009  | McDonald's LPGA Championship presented by Coca-Cola |
| 2010       | LPGA Championship presented by Wegmans              |
| 2011–2014  | Wegmans LPGA Championship                           |
| 2015–heden | KPMG Women's PGA Championship                       |

### Golfbanen
| Jaren     | Golfbaan                      | Stad                               |
| --------- | ----------------------------- | ---------------------------------- |
| 1955      | Orchard Ridge Country Club    | Fort Wayne, Indiana                |
| 1956      | Forest Lake Country Club      | Detroit, Michigan                  |
| 1957–1958 | Churchill Valley Country Club | Pittsburgh, Pennsylvania           |
| 1959–1960 | Sheraton Hotel Country Club   | French Lick, Indiana               |
| 1961–1966 | Stardust Country Club         | Las Vegas, Nevada                  |
| 1967–1968 | Pleasant Valley Country Club  | Sutton, Massachusetts              |
| 1969      | Concord Golf Course           | Kiamesha Lake, New York            |
| 1970–1974 | Pleasant Valley Country Club  | Sutton, Massachusetts              |
| 1975–1976 | Pine Ridge Golf Course        | Baltimore, Maryland                |
| 1977      | Bay Tree Golf Plantation      | North Myrtle Beach, South Carolina |
| 1978–1989 | Jack Nicklaus Sports Center   | Kings Island, Ohio                 |
| 1990–1993 | Bethesda Country Club         | Bethesda, Maryland                 |
| 1994–2004 | DuPont Country Club           | Wilmington, Delaware               |
| 2005–2009 | Bulle Rock Golf Course        | Havre de Grace, Maryland           |
| 2010–2013 | Locust Hill Country Club      | Pittsford, New York                |
| 2014      | Monroe Golf Club              | Pittsford, New York                |
| 2015      | Westchester Country Club      | Rye, New York                      |

## Winnaressen
| Jaar | Winnares             | Score | Score | Info                                   |
| ---- | -------------------- | ----- | ----- | -------------------------------------- |
| 1955 | Beverly Hanson       | 4&3   | 4&3   | matchplay                              |
| 1956 | Marlene Hagge po     | 291   | –9    | Won de play-off van Patty Berg         |
| 1957 | Louise Suggs         | 285   | +5    |                                        |
| 1958 | Mickey Wright        | 288   | +8    |                                        |
| 1959 | Betsy Rawls          | 288   | –8    |                                        |
| 1960 | Mickey Wright        | 292   | –4    |                                        |
| 1961 | Mickey Wright        | 287   | +3    |                                        |
| 1962 | Judy Kimball         | 282   | –2    |                                        |
| 1963 | Mickey Wright        | 294   | +10   |                                        |
| 1964 | Mary Mills           | 278   | –6    |                                        |
| 1965 | Sandra Haynie        | 279   | –5    |                                        |
| 1966 | Gloria Ehret         | 282   | –2    |                                        |
| 1967 | Kathy Whitworth      | 284   | –8    |                                        |
| 1968 | Sandra Post po       | 294   | +2    | Won de play-off van Kathy Whitworth    |
| 1969 | Betsy Rawls          | 293   | +1    |                                        |
| 1970 | Shirley Englehorn po | 285   | –7    | Won de play-off van Kathy Whitworth    |
| 1971 | Kathy Whitworth      | 288   | –4    |                                        |
| 1972 | Kathy Ahern          | 293   | +1    |                                        |
| 1973 | Mary Mills           | 288   | –4    |                                        |
| 1974 | Sandra Haynie        | 287   | –5    |                                        |
| 1975 | Kathy Whitworth      | 288   | –4    |                                        |
| 1976 | Betty Burfeindt      | 287   | –5    |                                        |
| 1977 | Chako Higuchi        | 279   | –9    |                                        |
| 1978 | Nancy Lopez          | 275   | –13   |                                        |
| 1979 | Donna Caponi         | 279   | –9    |                                        |
| 1980 | Sally Little         | 285   | –3    |                                        |
| 1981 | Donna Caponi         | 280   | –8    |                                        |
| 1982 | Jan Stephenson       | 279   | –9    |                                        |
| 1983 | Patty Sheehan        | 279   | –9    |                                        |
| 1984 | Patty Sheehan        | 272   | –16   |                                        |
| 1985 | Nancy Lopez          | 275   | –15   |                                        |
| 1986 | Pat Bradley          | 277   | –11   |                                        |
| 1987 | Jane Geddes          | 275   | –13   |                                        |
| 1988 | Sherri Turner        | 281   | –7    |                                        |
| 1989 | Nancy Lopez          | 274   | –14   |                                        |
| 1990 | Beth Daniel          | 280   | –4    |                                        |
| 1991 | Meg Mallon           | 274   | –10   |                                        |
| 1992 | Betsy King           | 267   | –17   |                                        |
| 1993 | Patty Sheehan        | 275   | –9    |                                        |
| 1994 | Laura Davies         | 279   | –5    |                                        |
| 1995 | Kelly Robbins        | 274   | –10   |                                        |
| 1996 | Laura Davies         | 213   | par   |                                        |
| 1997 | Christa Johnson po   | 281   | –3    | Won de play-off van Leta Lindley       |
| 1998 | Pak Se-ri            | 273   | –11   |                                        |
| 1999 | Juli Inkster         | 268   | –16   |                                        |
| 2000 | Juli Inkster po      | 281   | –3    | Won de play-off van Stefania Croce     |
| 2001 | Karrie Webb          | 270   | –14   |                                        |
| 2002 | Pak Se-ri            | 279   | –5    |                                        |
| 2003 | Annika Sörenstam po  | 278   | –6    | Won de play-off van Grace Park         |
| 2004 | Annika Sörenstam     | 271   | –13   |                                        |
| 2005 | Annika Sörenstam     | 277   | –11   |                                        |
| 2006 | Pak Se-ri po         | 280   | –8    | Won de play-off van Karrie Webb        |
| 2007 | Suzann Pettersen     | 274   | –14   |                                        |
| 2008 | Yani Tseng po        | 276   | –12   | Won de play-off van Maria Hjorth       |
| 2009 | Anna Nordqvist       | 273   | –15   |                                        |
| 2010 | Cristie Kerr         | 269   | –19   |                                        |
| 2011 | Yani Tseng           | 269   | –19   |                                        |
| 2012 | Shanshan Feng        | 282   | –6    |                                        |
| 2013 | Inbee Park po        | 283   | –5    | Won de play-off van Catriona Matthew   |
| 2014 | Inbee Park po        | 277   | –11   | Won de play-off van Brittany Lincicome |

| Toernooirecord |  | po = winnares na play-off |

### Meervoudig winnaressen
| Speelster        | Totaal | Jaren                  |
| ---------------- | ------ | ---------------------- |
| Mickey Wright    | 4      | 1958, 1960, 1961, 1963 |
| Kathy Whitworth  | 3      | 1967, 1971, 1975       |
| Nancy Lopez      | 3      | 1978, 1985, 1989       |
| Patty Sheehan    | 3      | 1983, 1984, 1993       |
| Annika Sörenstam | 3      | 2003, 2004, 2005       |
| Pak Se-ri        | 3      | 1998, 2002, 2006       |
| Betsy Rawls      | 2      | 1959, 1969             |
| Mary Mills       | 2      | 1964, 1973             |
| Sandra Haynie    | 2      | 1965, 1974             |
| Donna Caponi     | 2      | 1979, 1981             |
| Laura Davies     | 2      | 1994, 1996             |
| Juli Inkster     | 2      | 1999, 2000             |
| Yani Tseng       | 2      | 2008, 2011             |
| Inbee Park       | 2      | 2013, 2014             |

| Grand Slam |